# 강진만
강진만(康津灣)은 전라남도 강진군의 해안에 깊숙하게 들어서 있는 만이다. 탐진강을 비롯하여 여러 하천이 유입되는 하구에는 넓은 간석지가 형성되어 있으며, 만 내부에는 10여 개의 섬이 있으나 유인도는 가우도뿐이다. 현재 지방도 제819호선이 강진만을 횡단하도록 지정되어 있으나 차량 도로는 착공하지 않았다.